# PHLDA2
PHLDA2 (англ. Pleckstrin homology like domain family A member 2) – білок, який кодується однойменним геном, розташованим у людей на короткому плечі 11-ї хромосоми. Довжина поліпептидного ланцюга білка становить 152 амінокислот, а молекулярна маса — 17 092.
| 10         |  | 20         |  | 30         |  | 40         |  | 50         |
| ---------- |  | ---------- |  | ---------- |  | ---------- |  | ---------- |
| MKSPDEVLRE |  | GELEKRSDSL |  | FQLWKKKRGV |  | LTSDRLSLFP |  | ASPRARPKEL |
| RFHSILKVDC |  | VERTGKYVYF |  | TIVTTDHKEI |  | DFRCAGESCW |  | NAAIALALID |
| FQNRRALQDF |  | RSRQERTAPA |  | APAEDAVAAA |  | AAAPSEPSEP |  | SRPSPQPKPR |
| TP         |  |            |  |            |  |            |  |            |

A: Аланін

C: Цистеїн

D: Аспарагінова кислота

E: Глутамінова кислота

F: Фенілаланін

G: Гліцин

H: Гістидин

I: Ізолейцин

K: Лізин

L: Лейцин

M: Метіонін

N: Аспарагін

P: Пролін

Q: Глутамін

R: Аргінін

S: Серин

T: Треонін

V: Валін

W: Триптофан

Кодований геном білок за функцією належить до фосфопротеїнів. 
Локалізований у цитоплазмі, мембрані.